# Валітово (Кугарчинський район)
Валі́тово (рос. Валитово, башк. Вәлит) — присілок у складі Кугарчинського району Башкортостану, Росія. Входить до складу Волосновської сільської ради.
Населення — 74 особи (2010; 72 в 2002).
Національний склад:
- башкири — 92%